# DNAワクチン
DNAワクチンは、病原体を構成する成分の設計図であるDNAをワクチンにしたもの。遺伝子ワクチンとも呼ばれる。筋肉内に投与すると、DNAの指示にしたがって病原体の一部であるタンパク質を合成し、そのタンパク質に対する免疫が作成され疾患の治療に寄与するものである。

## 概要
DNAワクチン技術は、エイズやインフルエンザなどの感染症、がん、アレルギー、アルツハイマーなどの疾患に対して開発の進んでいる次世代のワクチンで、抗原蛋白質をコードする遺伝子形で抗原を生体に接種するという、分子生物学的技術を取り入れた最先端の免疫法である。
しかしその一方で、DNAワクチン接種がなぜ効くのかの解明はあまり進んでおらず、より効果的なワクチンの開発や副作用の予防のためにも、免疫学的・生理学的作用メカニズムの解明が急がれている。

### 新型コロナウイルス用ワクチンの開発
2019新型コロナウイルスは、短期間かつ急激に感染が拡大したため、研究機関や医薬品メーカーの手によりワクチンの開発が早急に進められることとなった。しかし、従前の鶏卵を使用したワクチンの製造技術は生産性が低いうえに確実性がないとして、他の生産手法、技術についても盛んに模索が行われた。DNAワクチンは、その一つとして有望視されており、2020年3月には日本のアンジェスが大阪大学、タカラバイオと共同でDNAワクチンの開発することを発表したほか、同年4月にはアメリカのメーカー、イノビオ・ファーマシューティカルズが臨床試験を始めたことが公表されている。

## DNAワクチンの作用機序
DNAの右巻きの二重らせん構造 (B-DNA) が細胞内でTank-Binding Kinase 1 (TBK1) という酵素（シグナル伝達分子）を介して自然免疫系を活性化することでワクチンの内因性アジュバントとして作用し、自然免疫系活性化のシグナルがDNAワクチンの効果発現に必須である。

## 日本でのDNAワクチンの取扱いについて
DNAワクチンの製造過程で、遺伝子組み換え技術の使用は規制の対象となる。
DNAワクチンの保管、運搬、動物への接種等については、規制の対象とならない。
日本ではアンジェスがナスダック上場のバイカルに出資して2016年から共同で開発を進めている。